# Trojan (marca)
Trojan é uma marca de preservativos e lubrificantes feitos pela empresa norte americana Church & Dwight Company. Em 2006, 69 % dos preservativos comprados em farmácias nos Estados Unidos eram desta empresa.  Foram idealizados por um empreendedor presbiteriano do norte do estado de Nova York chamado Merle Leland Youngs.
Devido a  Lei de Comstock de 1873 e outras leis estaduais, preservativos foram vendido para proteção de doenças até 1957, mesmo assim muitos farmacêuticos ficaram receosos de possuir produtos ligados ao sexo, então os clientes geralmente compravam preservativos nos fundos dos bares.

## História da Marca
Em 1916, os preservativos Trojan era feitos por Merle Leland Youngs na sua companhia Fay and Youngs, renomeada Youngs Rubber Corporation em 1919. Os preservativos da Trojan vinham com a imagem de um capacete de Troia. Em 1927 começaram as propagandas do preservativos em revistas para farmacêuticos. Em 1930 o Latéx começou a ser utilizados pois era mais barato do que a borracha,,protegia contra doenças e a gravidez e aumentou o tempo de validade para cinco anos. Assim como todas as outras marcas norte americanas, Os preservativos Trojan são eletricamente testados para garantir durabilidade e confiabilidade. Em 2009 foram produzidos 30 tipos diferentes de preservativos.

## Pesquisas
Desde 2006 Trojan conduz o Relatório sobre Saúde Sexual, uma pesquisa anual que fala dos recursos disponível sovre o tema para universitários nos Estados Unidos.Centros de saúde estudantil de 141 universidades são ranqueados em aspectos como instalações dos centros de saúde, preservativos e outros métodos contraceptivos , testes de HIV e outras DSTs, grupos de casais, programas sobre violência sexual e sites na internet. 

## Marketing
Em 2003, para lançar a marca na Grã-Bretanha, foi criado o website do Trojan Games, uma campanha de marketing. O "Trojan Games" foi um evento similar às olimpíadas e ocorreu em Bucareste. Os esportes eram baseados em performances sexuais. Em novembro de 2006  "Trojan Games" videos tinham mais de 300 milhões de visualizações. "Trojan Vibrations" entregou 7000 vibradores grátis em Nova Iorque e Washington DC.

## References
1. ↑  Koerner, Brendan (29 de setembro de 2006). «The Other Trojan War – What's the best-selling condom in America?». Slate. Consultado em 18 de fevereiro de 2016. Cópia arquivada em 9 de janeiro de 2012
2. ↑  Tone, Andrea (2002). Devices and Desires: A History of Contraceptives in America. New York: Hill and Wang. p. 188. ISBN 0-8090-3816-1
3. ↑  Newman, Andrew Adam (18 de junho de 2007). «Pigs With Cellphones, but No Condoms». The New York Times. Consultado em 28 de abril de 2009. The 87-year-old company placed its first ad in trade magazines for pharmacists in 1927, when druggists still kept condoms behind the counter. Though out in the aisles for decades, condoms are still purchased furtively: while the average time shopping for a home-pregnancy test is 2.5 minutes, the average condom buyer takes just 7 seconds, according to research by Trojan. “We call it a drive-by purchase,” Mr. Daniels said. 'People to this day are embarrassed.'
4. ↑  Collier, Aine (2007). The Humble Little Condom: A History. Buffalo, N.Y: Prometheus Books
5. ↑  «About Trojan Condoms». Church & Dwight Co., Inc. Consultado em 28 de abril de 2009. Arquivado do original em 28 de maio de 2010
6. ↑  «University of Illinois Dethrones Columbia University to Take Top Spot in the 2012 Trojan Sexual Health Report Card» (Nota de imprensa). Trojan Condoms. 23 de outubro de 2012. Consultado em 21 de dezembro de 2012 – via PR Newswire
7. ↑  «2011 Sexual Health Report Card» (PDF). Trojan Condoms. Consultado em 21 de dezembro de 2012
8. ↑  Rosenbloom, Stephanie (24 de setembro de 2006). «Here's Your Syllabus, and Your Condom». The New York Times. Consultado em 21 de dezembro de 2012
9. ↑  Lucas, Dean (4 de março de 2007). «Trojan Games». Famous Pictures. Consultado em 21 de julho de 2007
10. ↑  Wetherbee, Brandon (13 de novembro de 2012). «Trojan Vibrator Giveaway In D.C. Distributes 3,000 Free Sex Toys (PHOTOS)». The Huffington Post. Consultado em 25 de fevereiro de 2014
11. ↑  «Trojan Vibrator Giveaway Ok'd In New York: 4,000 Vibrators Handed Out In Meatpacking District (PHOTOS)». The Huffington Post. 10 de agosto de 2012. Consultado em 25 de fevereiro de 2014